# アールヴァクとアルスヴィズ

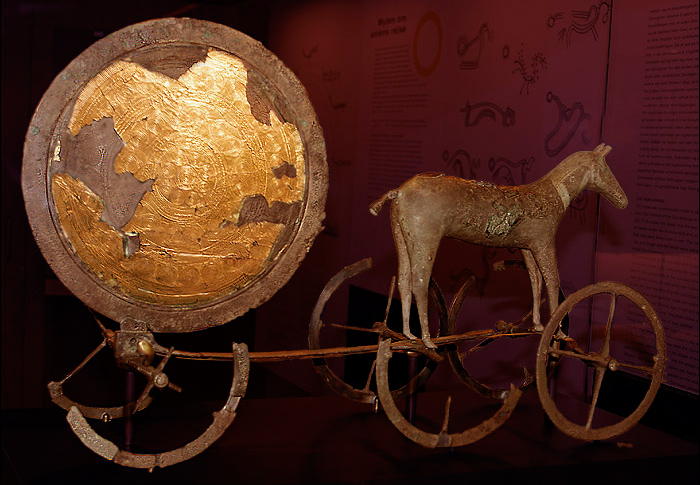
馬に引かれる日車の像。北欧の青銅期時代の信仰の重要な部分であったことの例証である。

アールヴァク（ON.Árvacr、英語Arvak）とアルスヴィズ（ON.Alsviðr、英語Alsvid）は、北欧神話に登場する馬の名である。
アールヴァクは「早起き」、アルスヴィズは「快速」または「あらゆる力の要求にこたえる者」「（形容詞）賢い」を意味する。
『スノッリのエッダ』第一部『ギュルヴィたぶらかし』第11章によれば、ソールが馭者をつとめる太陽の車を引いている。
アース神族は2頭の馬の体を冷ますために肩の下に鉄製のふいごを取り付けた。
また、同第12章において、太陽が常に急いで運行しているのは、狼スコルに追われているためだと説明されている。
『古エッダ』の『グリームニルの言葉』第37節によれば、2頭はヴァルハラから太陽を牽いていくこととされている。続く第38節では、太陽の前に楯スヴェルが立っていて、彼が滑り落ちれば山と海が燃え上がること、同第39節では、スコルは鉄の森に太陽が沈むまで追いかけることが説明されている。